# Gare d'Ōbaku
La gare d'Ōbaku (黄檗駅, Ōbaku-eki) est une gare ferroviaire localisée dans la ville d'Uji dans la préfecture de Kyoto. La gare est exploitée par les compagnies JR West et Keihan.

## Service des voyageurs

### Desserte
Tous les trains de la ligne Keihan Uji s'arrêtent à la gare d'Ōbaku. Pour cette desserte gare dispose de deux quais latéraux.
| 1 | ■Ligne Keihan Uji | pour Chushojima |
| 2 | ■Ligne Keihan Uji | pour Uji        |

Tous les trains locaux de la ligne Nara s'arrêtent à la gare d'Ōbaku. Pour cette desserte gare dispose de deux quais latéraux :
| 1 | ■Ligne Nara | pour Kyoto       |
| 2 | ■Ligne Nara | pour Uji et Nara |

Les trains Regional Rapid Service, Rapid Service et Miyakoji Rapid Service ne desservent pas la gare.